# 칭화 대학
칭화 대학(중국어 간체자: 清华大学, 정체자: 清華大學, 영어: Tsinghua University)은 중화인민공화국의 베이징에 있는 대학으로, 국가중점대학 중 하나이다. 영문교명은 Qinghua가 아니고 Tsinghua이다. 대만의 국립 칭화 대학과는 별개지만, 교류는 지속되고 있다.
1909년 청말에 유미학무처 설치 후, 1911년 청말 황실 궁원 칭화원(淸華園)에 대학 교육을 위한 칭화 학당(淸華學堂)이 설립되었으며, 1912년에는 칭화 학교(淸華學校, Tsinghua College)', 1928년에는 국립 칭화 대학(國立淸華大學, National Tsinghua University), 1949년에는 칭화 대학(Tsinghua University)으로 교명을 변경하였다.
칭화 대학은 본교에서 학부 과정을 공부한 학생들을 미국에 파견하여 학사, 석사, 박사 학위 과정을 밟게 하는 교육자를 양성하는 학교였다. 칭화 대학은 개교 이래로, 미국의 교육적 뒷받침에 의하여 전통적으로 강한 이공계를 바탕으로 하고 있고, 주룽지, 후진타오, 시진핑 등을 포함, 중국의 주요 정치 인사들을 지속적으로 배출하고 있는 중국 최고 명문 대학 중 하나이다. 북경 내 동일 공산당 소속 211, 985 자매교와 해외 명문대와도 강의, 학위 등을 연계하고 있다.
칭화 대학은 세계경제포럼이 선정한 세계 최상위 26개 대학 중의 하나로 선정되었다.

## 대학 역사

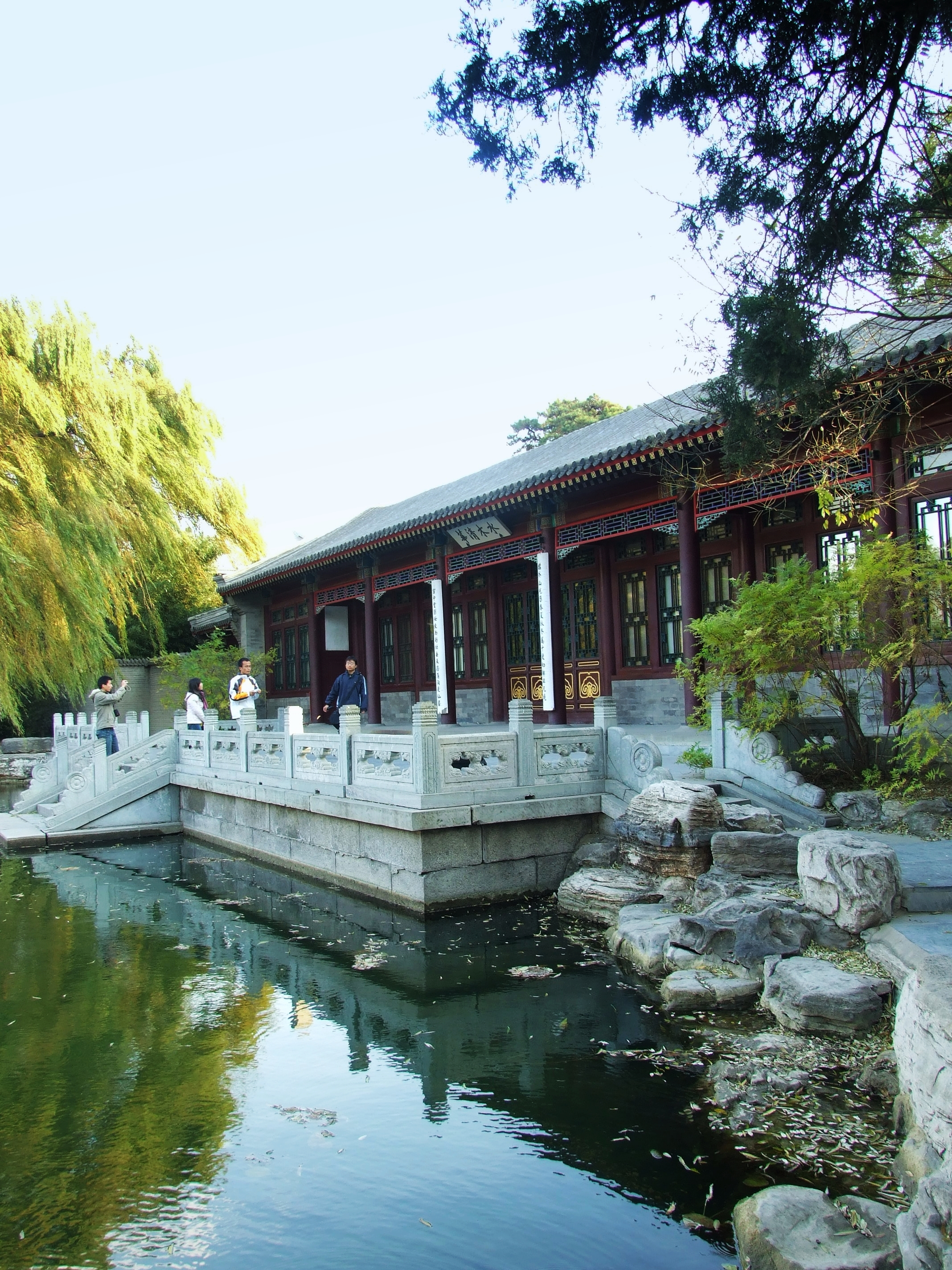
량치차오, 장둥쑨, 장쥔마이, 펑유란, 주쯔칭, 원이둬 등이 학생들을 교육한 칭화원(淸華園) 내의 옛 문과 대학 인근의 유적지 '수목청화(水木淸華)'.

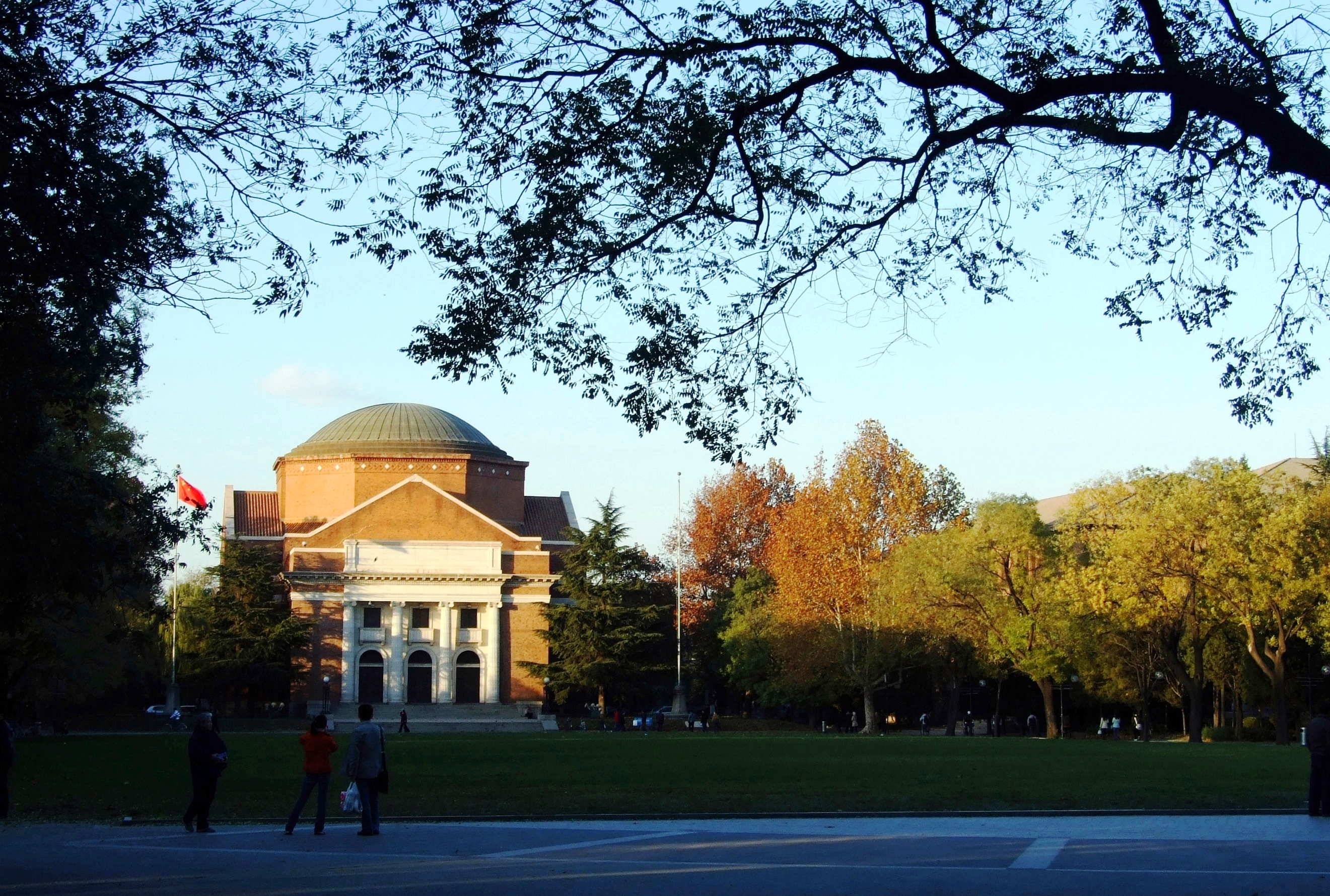
미국의 토머스 제퍼슨식 건축 양식으로 1917년 착공 뒤 1920년 완공된 후 대한민국 임시정부의 독립 운동을 지원한 칭화 학교의 전 기독교 예배당(大禮堂) 겸 대강당.

칭화 대학은 현재 중화인민공화국 베이징시 하이뎬구에 위치하고 있으며, 의화단 사건에서 얻은 배상금을 미국이 중국 베이징 정부의 교육 발전에 환원하기로 함에 따라 1911년에 '칭화 학당(淸華學堂, Tsinghua School)'으로 설립되었다. '칭화 학당'의 전신은 미국으로 유학생 파견을 위하여 1909년과 1910년에 세워진 '유미학무처(游美學務處)'와 '유미이업관(游美肄業館)'이다. 칭화 학당은 1912년에 '칭화 학교(淸華學校, Tsinghua College)'로 교명을 변경하였다. 칭화 대학은 원래는 본교에서 학부 과정을 공부한 학생들을 미국에 파견하여 학사, 석사, 박사 학위 과정을 밟게 하는 교육자를 양성하는 학교였다.
졸업생들은 미국 대학으로 유학간 뒤 미국 대학의 3학년 과정으로 자동 편입되었다. 1925년부터는 중국학(中國學)의 연구생 교육을 위한 칭화(淸華) 국학 연구원을 운영하였고, 이듬 해에는 4년 학제의 대학으로 변경되었으며, 1928년에는 중화민국 교육부에 의해서 외무부와 공동 관할하는 국립 칭화 대학(國立淸華大學, National Tsinghua University)으로 교명을 변경하였다.
칭화 대학은 1929년에 문학원(文學院), 이학원(理學院), 법학원(法學院) 등 단과 대학 체제를 확립하였고, 1930년에는 대학원(大學院)을 설치하였으며, 1932년에는 공학원(工學院)을 설립하였다.
제2차 세계대전 중이던 1937년 8월에, 중화민국 국민 정부는 국립 칭화 대학, 국립 베이징 대학, 사립 난카이 대학을 모아서 후난성 창사에 국립 전시(戰時) 임시 대학을 구성하였고, 1938년 4월에는 윈난성 쿤밍에 국립 서남 연합대학(國立西南聯合大學)을 설립하였으며, 국립 칭화 대학의 메이이치가 대학 교장 및 교무위원회 주석(主席)을 맡아 교무를 주재하였다.
중화민국 최고 중심 도시 중 하나였던 베이핑이 속해 있던 허베이성 일대가 대학 측의 평화 발전 추구의 노력에도 불구하고, 일본 제국의 침략으로 함락된 데 따른 중화민국 정부와 학계의 대응이었다. 노벨 물리학상 수상자 양전닝과 리정다오는 전쟁 당시에 이 대학에서 학업한 뒤 미국으로 유학을 떠나 공부하였다. 중화민국이 중일 전쟁에서 승리한 후 국립 전시 연합 대학은 자동 해산하였고, 세 곳의 대학은 1946년에 이전의 대학 자리로 다시 돌아갔다.
하지만 제2차 세계대전 종전 이후로, 1946년에 가서 중국 국민 정부와 중국 공산당 사이에서는 전쟁이 다시 발발하였고, 국립 칭화 대학은 1949년에 중화인민공화국의 성립이후로 '칭화 대학(淸華大學, Tsinghua University)'으로 교명을 변경하였다.
1950년 6월 북한의 침공에 의한 한국 전쟁의 발발 이후로, 중화인민공화국의 칭화 대학은 1952년-1953년에, 인문학, 사회과학, 자연과학, 경제학, 법학, 농학 부문 외에도, 공학 일부 학과의 교육을 중단하였고, 교원들이 타 대학으로 강제 전출되었으며, 칭화 대학은 폐교한 옌징 대학 공과 3과, 베이징 대학 공과 4과 일부 교원을 흡수한 채로 8개 학과를 지닌 공과 대학으로 대학 규모가 축소되었다.
칭화 대학은 1980년-1990년를 거쳐 2000년대 이후로, 공학 부문을 확대 개편하였고, 자연과학, 경제&경영, 인문학, 법학, 사회과학, 생명과학, 공공관리, 커뮤니케이션, 예술&디자인, 의학 및 약학 등의 단과 대학, 대학원, 연구소 등을 차츰 복원하거나 설립하였다.
칭화 대학은 한국인들이 밀집한 베이징의 서교(西郊) 오도구(五道口)를 비롯하여, 칭화 과기원(淸華科技園), 칭화 퉁팡(淸華同方), 중관춘 과학 기술 단지 등을 인근에 두고 있고, 이화원, 원명원 등의 유적지가 가깝게 자리해 있으며, 현재 칭화 대학 의학원은 중화민국의 옛 개화기에 미국에 의해서 설립된 베이징 협화 의학원(Peking Union Medical College)과 의학, 생명 과학 등의 분야에서 학술적 통합 관계를 맺고 있다.
칭화 대학은 오늘날에 와서는 교육자 출신의 후허핑, 천지닝 등을 비롯하여, 경제학과를 졸업한 장궈칭, E-MBA를 졸업한 리시, 후하이펑, 대학 총학생회장 출신의 양웨 등이 현재 주요 동문으로 활동하고 있다.

## 출신 인물
- 량치차오 – 교육인, 중국학
- 구위슈 – 초대 공학원장
- 린휘인 – 건축학자
- 스자양 – 전 공학원장
- 우원짜오 – 인류학자, 사회학자
- 예치쑨 - 초대 이학원장
- 장둥쑨 – 중국학, 철학
- 진웨린 – 철학
- 천다이쑨 – 경제학자
- 첸중수 – 문학자
- 탕융퉁 – 철학
- 판광단 – 인류학자, 사회학자
- 페이샤오퉁 – 인류학자, 사회학자
- 허린 – 철학
- 왕치산 – 정치, 외교

## 참고 사항
칭화 대학은 과학기술 분야에서 2000억 위안(약 34조 원)의 정부 투자로 기업들과의 산학 협력을 주관하는 '칭화홀딩스'를 설립하기도 하였으며 대한민국과의 합작으로 서울과 베이징 양쪽에 법인 한중기술거래소를 설립해 우수한 기술 발굴 및 사업 지원도 펴고 있다.

## 미술학 개설
칭화 대학은 21개 학부(단과대)와 59개 학과를 보유하고 있다. 그 중에서 미술 관련 학과의 구성은 아래와 같다.
- 미술 디자인 아카데미(School of Art and Design)

```
 1.미술사론과
 2.산업디자인과
 3.환경예술디자인학과
 4.도자기예술디자인학과
 5.비주얼커뮤니케이션디자인학과
 6.염색직장예술디자인학과
 5.정보예술디자인학과
 6.공예미술과
 7.회화과
 8.조각학과
```

## 같이 보기
- 베이징
- 우다오커우